# Brigata alpina "Tridentina"
La Brigata alpina "Tridentina" è stata una delle cinque brigate alpine dell'esercito italiano specializzata nella guerra di montagna. Erede delle tradizioni della 2ª Divisione alpina "Tridentina" che aveva operato, durante la seconda guerra mondiale, sulle Alpi occidentali contro la Francia, sui monti albanesi contro la Grecia ed in Russia sul Don contro l'Unione Sovietica. Fu istituita nel 1951 a Bressanone. Dislocata con i suoi reparti in Alto Adige, dipendeva dal Comando del 4º Corpo d'Armata Alpino di Bolzano e prendeva il nome in onore delle Alpi Tridentine.
La "Tridentina" aveva una forza di circa 3.000 uomini ed il suo compito istituzionale era quello di provvedere, nel periodo della guerra fredda, alla difesa del nord Italia contro un'eventuale aggressione delle truppe del Patto di Varsavia proveniente dall'Austria attraverso il valico del Brennero o il varco di Prato alla Drava-Versciaco. La "Tridentina" è stata impegnata in operazioni civili, come il soccorso delle popolazioni nell'Italia centrale nel 1956, l'intervento in occasione del disastro del Vajont del novembre 1963, il soccorso delle popolazioni terremotate in Friuli nel 1976, in Irpinia nel 1980 e nel disastro di Stava nel 1985 o in interventi militari, come la mobilitazione nell'agosto del 1953 per l'esigenza di Trieste, che si concluse nel dicembre 1954, le operazioni di antiterrorismo in Alto Adige negli anni sessanta, in Calabria tra il 1970 e il 1971, in Toscana, Emilia-Romagna tra il 1968 e il 1977, l'operazione "Vespri Siciliani" nel 1992-'93 e l'"Operazione Riace" nel 1994.
Fu disciolta nel 2002 in seguito alla riorganizzazione dell'esercito italiano e ricostituita nel 2003 come Divisione "Tridentina", dipendente dal Comando truppe alpine con sede a Bolzano, ma senza truppe assegnate.

## Storia

### La 2ª Divisione alpina
La brigata "Tridentina" traeva origine dal 2º Raggruppamento Alpino, costituito a Torino il 7 marzo 1923 in attuazione della legge 7 gennaio 1923. In esecuzione della legge 11 marzo 1926 sull'ordinamento del Regio Esercito, che prevedeva la costituzione delle brigate su tre reggimenti, si ebbe l'unificazione sotto un unico comando dei Reggimenti 5º, 6º e 7º Alpini e 2º Artiglieria da montagna. Nel 1934, il comando di Brigata assunse la denominazione di 2º Comando Superiore Alpino "Tridentino". Il 10 settembre del 1935 la brigata venne ridenominata 2ª Divisione alpina "Tridentina".
La Divisione Tridentina prese parte alla Campagna della guerra d'Etiopia del 1935-1936 con la 21ª batteria del gruppo artiglieria Vicenza, inquadrata nella 5ª Divisione alpina "Pusteria". L'organico della Divisione venne poi ristrutturato nel maggio del 1937.
Il 10 giugno 1940, all'entrata in guerra dell'Italia nel secondo conflitto mondiale la grande unità risultava dislocata sul fronte francese nel settore Balte-Orc-Stura di Lanzo e prese parte alle operazioni contro la Francia dal 10 al 24 giugno e dopo l'armistizio di Villa Incisa, che pose fine alle ostilità contro la Francia, dal mese di novembre, la Divisione venne trasferita in Albania e dopo aver preso parte alla guerra contro la Grecia, rientrando in Italia, nel luglio 1942 ricevette ordine di trasferimento in Russia, inquadrata nel Corpo d'armata alpino dell'8ª Armata partecipando alla campagna di Russia, venne coinvolta, durante l'inverno 1942-1943,  nella rotta delle forze dell'Asse.
La Divisione, praticamente distrutta, si dissolse come l'intero Regio Esercito nel settembre 1943 mentre era ancora in fase di ricostituzione e venne sciolta a seguito delle vicende che seguirono l'armistizio dell'8 settembre 1943.

### La brigata alpina
Il 1º maggio 1951 in Bressanone viene ricostituita la Brigata alpina "Tridentina" che, al comando del generale Dominigo Ferrara, eredita storia, tradizioni, e valori della disciolta Divisione. La neo Brigata andava quindi ad unificare il comando di una Compagnia genio pionieri, una Compagnia collegamenti, un Plotone comando, dei Reggimenti 6º alpini e 2º artiglieria da montagna.

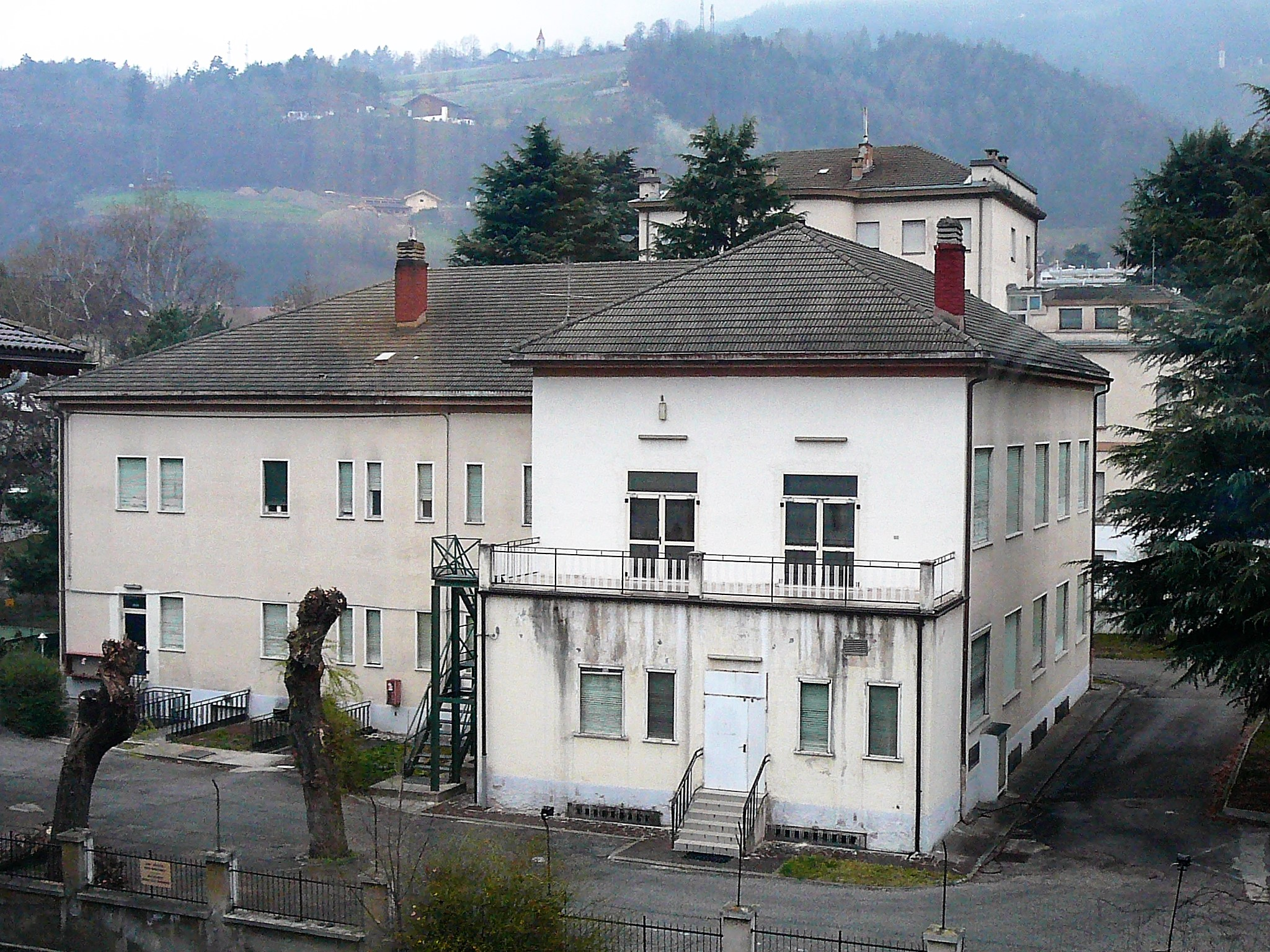
Palazzo Reverberi, sede della Brigata alpina Tridentina, a Bressanone

La struttura organica della Brigata era la seguente:
- 6º Reggimento alpini
  -  Compagnia comando
  -  Battaglione alpini "Bolzano"
  -  Battaglione alpini "Trento"
  -  Battaglione alpini "Bassano"
  -  Battaglione alpini "Edolo" (ceduto al 5º Reggimento alpini della neocostituita Brigata alpina "Orobica" il 1º gennaio 1953)
  -  6ª Compagnia mortai
- 2º Reggimento artiglieria da montagna
  - Gruppo artiglieria da montagna "Bergamo" (rinominato "Vicenza" nel 1952) - Obici da 75/13
  - Gruppo artiglieria da montagna "Verona" - Obici da 100/17
  - Gruppo artiglieria da montagna "Asiago" - Mortai da 107
- Battaglione logistico "Tridentina" Logistic Battalion (from 1956 onwards)
- Compagnia genio "Tridentina"
- Compagnia trasmissioni "Tridentina"
- Plotoni alpini paracadutisti

Il Plotone alpini paracadutisti venne aggregato alla brigata nel 1952; la Brigata alpina "Tridentina" è stata la prima, fra tutte le brigate alpine, ad inquadrare gli alpini parà).

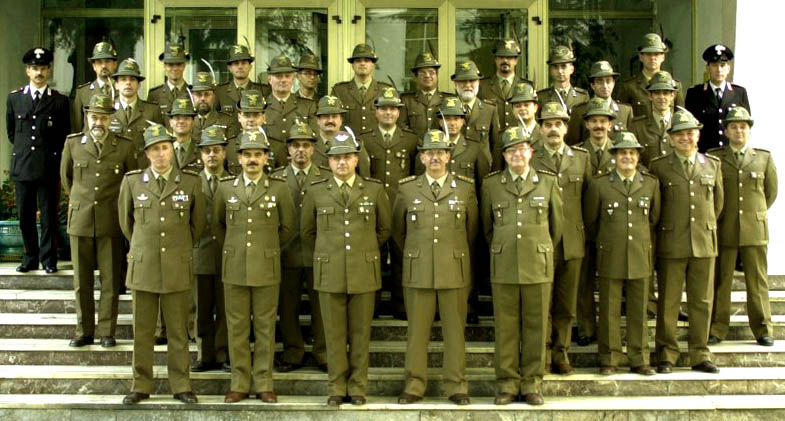
Ufficiali e sottufficiali in posa

Nel 1953 si aggiunse il XXI Raggruppamento di frontiera da posizione di Paluzza (UD), un raggruppamento di fanteria d'arresto che sarebbe stato soppresso il 30 giugno del 1964, ad eccezione del Battaglione alpini d'arresto "Val Brenta".
Il XXI Raggruppamento di frontiera aveva la seguente struttura:
- XXIII° Battaglione (rinominato  Battaglione alpini "Val Brenta" il 1º luglio 1963) sede San Candido
- XXIV° Battaglione (rinominato  Battaglione alpini "Val d'Adige" il 1º luglio 1963) sede Dobbiaco
- XXV° Battaglione (rinominato  Battaglione alpini "Val Leogra" il 1º luglio 1963) sede Brunico

Dal gennaio 1958 la brigata ha inquadrato nei suoi ranghi una Sezione aerei leggeri (SAL) che si trasformò in Reparto (RAL) nel 1964 per venire poi soppresso nel 1975.
Nel corso degli anni sessanta i gruppi di artiglieria sostituitono il loro equipaggiamento e ricevettero in dotazione il nuovo obice da 105/14 M56.
In seguito alla profonda ristrutturazione dell'Esercito Italiano del 1975, che aboliva il livello reggimentale e prevedeva battaglioni autonomi direttamente dipendenti dal comando della brigata l'organico della "Tridentina" venne notevolmente modificato e dal 1º ottobre 1975 comprendeva: Reparto comando e trasmissioni, Compagnia controcarri, Compagnia genio pionieri, Battaglione logistico "Tridentina", Battaglione alpini Bassano (ridenominazione del 6º Reggimento) e Battaglione "Trento" (ridenominazione dell'11º Reggimento), Battaglione alpini d'arresto "Val Brenta", Gruppo artiglieria da montagna "Vicenza" (ridenominazione del 2º Reggimento) e "Asiago".
-  Reparto Comando e trasmissioni alpini "Tridentina" a Bressanone
-  Battaglione alpini addestramento reclute "Bolzano" a Bressanone
  -  Compagnia comando e servizi
  -  92ª Compagnia alpini addestramento reclute
  -  127ª Compagnia alpini addestramento reclute
  -  141ª Compagnia alpini addestramento reclute
  -  142ª Compagnia alpini addestramento reclute

-  Battaglione alpini "Trento" a Monguelfo-Tesido
  -  Compagnia comando e servizi
  -  94ª Compagnia alpini
  -  144ª Compagnia alpini
  -  145ª Compagnia alpini
  -  128ª Compagnia mortai pesanti

-  Battaglione alpini "Bassano" a San Candido
  -  Compagnia comando e servizi
  -  62ª Compagnia alpini
  -  63ª Compagnia alpini
  -  74ª Compagnia alpini
  -  129ª Compagnia mortai pesanti

-  Battaglione alpini d'arresto "Val Brenta" a Brunico (disattivato il 23 agosto 1986; solamente la 262ª Compagnia alpini d'arresto rimase in servizio attivo)
  -  Compagnia comando e servizi
  -  262ª Compagnia alpini d'arresto a Prato alla Drava
  -  263ª Compagnia alpini d'arresto a Prato alla Drava
  -  264ª Compagnia alpini d'arresto a Santo Stefano di Cadore (trasferita alla brigata "Tridentina" il 1º novembre 1975 dal disciolto Battaglione alpini d'arresto "Val Cismon" della Brigata alpina "Cadore")
  -  274ª Compagnia alpini d'arresto a Dobbiaco
  -  353ª Compagnia alpini d'arresto a Perca (ex Battaglione alpini d'arresto "Val Leogra")

-  Gruppo artiglieria da montagna "Vicenza" a Elvas
  -  Batteria comando e servizi
  -  19ª Batteria artiglieria da montagna
  -  20ª Batteria artiglieria da montagna
  -  21ª Batteria artiglieria da montagna

-  Gruppo artiglieria da montagna "Asiago" a Dobbiaco
  -  Batteria comando e servizi
  -  28ª Batteria artiglieria da montagna
  -  29ª Batteria artiglieria da montagna
  -  30ª Batteria artiglieria da montagna

-  Battaglione logistico "Tridentina" a Varna
-  Compagnia controcarri "Tridentina" a Brunico
-  Compagnia genio "Tridentina" a Bressanone

A partire dal 1986 inizia una fase di progressiva riduzione dell'organico della Brigata alpina "Tridentina", che si andrà a concludere con il suo definitivo scioglimento nel 2002.
Nel 1991 viene soppresso il Gruppo artiglieria da montagna "Asiago", mentre il "Vicenza" passa alle dirette dipendenze del Comando 4º Corpo d'Armata Alpino.
A seguito dello scioglimento della Brigata alpina "Orobica", la "Tridentina" viene riordinata su tre Battaglioni alpini: "Bassano", "Morbegno" ed "Edolo", il Gruppo artiglieria da montagna "Bergamo", la Compagnia controcarri e il Battaglione logistico.
Con il ripristino del livello reggimentale, nell'agosto del 1992 vengono ricostruiti il 5º Reggimento alpini (su base Battaglione "Morbegno"), il 5º Reggimento artiglieria da montagna (su base gruppo "Bergamo"), l'11º Reggimento alpini (su base Battaglione "Trento"), mentre venne soppressa la Compagnia controcarri.
Nel 1993 la configurazione della Brigata prevede: Reparto comando e supporti tattici, 5º Reggimento alpini, 6º Reggimento Alpini (ricostruito in gennaio su base battaglione "Bassano"), 11º Reggimento alpini, 5º Reggimento artiglieria da montagna, Battaglione alpini "Edolo" e Battaglione logistico "Tridentina".

### La soppressione
Un ulteriore riordinamento riduttivo delle unità ha portato, nel maggio 2001, alla soppressione del 5º Reggimento artiglieria da montagna, seguito dalla cessione alla Brigata alpina "Julia" del 5º Reggimento alpini, mentre il 6º Reggimento alpini, reso autonomo, passa alle dipendenze del Comando Truppe Alpine, quale Comando delle aree addestrative dell'Alto Adige.
Il Comando Brigata venne soppresso alla fine del 2002 e il nome "Tridentina" passato al Comando Divisione di nuova costituzione.

## Piani strategici in caso di guerra
Dopo la ristrutturazione dell'Esercito italiano del 1975, il 4º Corpo d'armata alpino divenne responsabile della difesa del confine italiano lungo la catena principale delle Alpi dal confine con Svizzera e Austria a ovest fino al confine orientale con la Jugoslavia. In caso di conflitto con la Jugoslavia, il 4º Corpo d'armata alpino sarebbe rimasto statico nella sua posizione a guardia del fianco sinistro del 5º Corpo d'armata, che avrebbe affrontato le forze nemiche nelle pianure del Friuli-Venezia Giulia. L'unica brigata che sarebbe stata coinvolta nei combattimento in questo caso sarebbe stata la "Julia".
In un ipotetico conflitto con il Patto di Varsavia, il 4º Corpo d'armata alpino prevedeva due piani operativi: uno nel caso in cui le forze sovietiche e l'esercito ungherese avessero marciato attraverso la Jugoslavia e l'altro nel caso il patto di Varsavia avesse violato la neutralità austriaca e marciato attraverso l'Austria. Qualora le forze nemiche  avessero valicato la "Porta di Gorizia" transitando attraverso  la Jugoslavia, la "Julia" avrebbe coperto il fianco sinistro montuoso del 5º Corpo d'armata, che, con le sue quattro brigate blindate e cinque meccanizzate, avrebbe cercato di logorare il nemico prima che potesse dilagare nel Nord Italia  attraverso la Pianura padana, mentre le altre brigate di alpini sarebbero rimaste statiche.
Nel caso più probabile che le divisioni sovietiche e ungheresi avessero invaso l'Austria, marciando attraverso la Stiria meridionale e, attraverso la valle della Drava in Carinzia, le brigate alpine sarebbero state le prime unità di prima linea dell'Esercito Italiano. La "Julia" avrebbe difeso la Val Canale, il Cadore e la valle del Piave, mentre la "Orobica" avrebbe avuto una missione speciale, e la "Taurinense" sarebbe rimasta in riserva. La "Tridentina" sarebbe stata incaricata di difendere a tutti i costi la Val Pusteria. Collegata da un valico alla valle della Drava, la Val Pusteria se fosse finita sotto il controllo delle truppe del Patto di Varsavia avrebbe tagliato l'importante linea di comunicazione tra l'Esercito Italiano e il Gruppo di armate della NATO nella Germania meridionale. Inoltre, da Bressanone le forze sovietiche avrebbero potuto dirigersi verso nord o verso sud attraverso la valle dell'Adige per raggiungere Verona e colpire il 5º Corpo d'armata alle spalle.
La "Tridentina" avrebbe organizzato quattro linee di difesa nella Val Pusteria e il 4º Corpo d'armata alpino aveva un battaglione blindato e meccanizzato, oltre al 4º Reggimento artiglieria pesante campale e un gruppo di artiglieria semovente in riserva per sostenere la "Tridentina" e inoltre, nel villaggio di Elvas vicino a Bressanone si trovava il 1º Gruppo artiglieria pesante "Adige", armato di obici M115 inquadrato nella 3ª Brigata missili "Aquileia". In caso di guerra il gruppo avrebbe sostenuto la "Tridentina" con il fuoco di artiglieria, ma se fosse stato imminente un attacco sovietico l'"Adige" avrebbe fatto ricorso in Val Pusteria a proiettili di artiglieria nucleare W33, che erano stati immagazzinati nel villaggio di Naz nel "Sito Rigel" dell'11º Distaccamento di artiglieria campale dell'Esercito americano. Il gruppo aveva due batterie di fuoco con quattro sistemi di artiglieria per batteria e 140 proiettili di artiglieria nucleare per adempiere al suo compito. Dopo l'introduzione del sistema missilistico tattico superficie-superficie Lance MGM-52 negli anni ottanta, il 1º gruppo artiglieria pesante "Adige" venne sciolto il 31 luglio 1982 con la 8ª batteria che venne inquadrata nel 9º Gruppo artiglieria pesante "Rovigo" come 3ª batteria "lupi di Elvas". Lo stesso "Rovigo" perse la sua capacità nucleare nel 1986 e nello stesso anno l'esercito americano lasciò il "Sito Rigel".
Per una migliore difesa delle strette valli montane, il 4º Corpo d'armata riattivò alcune fortificazioni del Vallo Alpino risalenti alla seconda guerra mondiale. Nell'area di operatività della "Tridentina" il compito di mantenere e presidiare le fortificazioni cadde sul battaglione alpini "Val Brenta":
- Sbarramento Prato Drava: 262ª Compagnia alpini, 9 bunker, 203 uomini
- Sbarramento Versciaco: 263ª Compagnia alpini, 6 bunker, 180 uomini
- Sbarramento Dobbiaco: 274ª Compagnia alpini, 10 bunker, 304 uomini
- Sbarramento di Perca: 353ª Compagnia alpini, 7 bunker, 223 uomini

Le seguenti linee fortificate non furono presiedute dopo il 1964, ma furono mantenute fino al 1986:
- Sbarramento Anterselva: 351ª Compagnia alpini, 6 bunker
- Sbarramento Rasun-Valdaora: 352ª Compagnia alpini, 10 bunker
- Sbarramento di Sares: 354ª Compagnia alpini, 4 bunker
- Sbarramento Chiusa di Rio: 355ª Compagnia alpini, 5 bunker

Il 23 agosto 1986 il battaglione alpini d'arresto "Val Brenta", con l'eccezione della 262ª Compagnia alpini, venne sciolto e le attrezzature dei bunker dismesse. La 262ª Compagnia alpini venne sciolta nel 1991.
Nella zona operativa della Brigata alpina "Cadore" operava la 264ª Compagnia alpini "Val Cismon" del battaglione alpini "Val Brenta" che faceva però parte della brigata "Tridentina", che presidiava le fortificazioni: 
- Sbarramento Passo Monte Croce Comelico: 7 bunker, 247 uomini
- Sbarramento della Val di Landro: 3 bunker, 150 uomini
- Sbarramento di Braies: 2 bunker, 116 uomini

Il 23 agosto 1986 la 264ª Compagnia venne sciolta e le attrezzature dei bunker dismesse.

## Comando Divisione "Tridentina"
L'unità venne ricostituita nel 2003 come Divisione "Tridentina", dipendente dal Comando Truppe Alpine con sede a Bolzano.
Il Comando Divisione "Tridentina" è un Comando di proiezione senza forze assegnate in tempo di pace, che all'esigenza può essere ridislocato anche al di fuori del territorio nazionale nel quadro di operazioni internazionali.
Il Comando della Divisione ha alle sue dirette dipendenze il Reparto Comando e Supporti Tattici "Tridentina".
Il reparto comando e supporti tattici è l'unità in grado di assicurarne il funzionamento sia in termini logistici che di comunicazione. Il reparto, di stanza a Bolzano e alimentato con personale volontario, è costituito da una Compagnia Comando e Supporto Logistico, una Compagnia Servizi ed una Compagnia Trasmissioni. Inizialmente costituito come Reparto Comando del Comando Truppe Alpine, ha assunto successivamente l'attuale denominazione.

## Stemma
Lo stemma della Brigata alpina "Tridentina" è a forma di scudo appuntato, su fondo verde bordato di giallo-oro e reca al centro lo stemma della città di Trento.

## Onorificenze
La Tridentina ha ricevuto diverse onorificenze. A livello civile, la cittadinanza onoraria dei comuni di Varese, Luino e Clusone (Bergamo), nonché l'ambìto "Ambrogino d'Oro" del Comune di Milano.

## Comandanti
- Gen. Dominigo Fornara: 1º maggio 1951 - 30 settembre 1952
- Gen. Giuseppe Lorenzotti: 1º ottobre 1952 - 30 ottobre 1953
- Gen. Luigi Cano: 1º novembre 1953 - 19 dicembre 1954
- Gen. Mario Capello: 20 dicembre 1954 - 8 ottobre 1956
- Gen. Emiliano Scotti: 9 ottobre 1956 - 6 gennaio 1958
- Gen. Edgardo Gandolfo: 7 gennaio 1958 - 31 gennaio 1959
- Gen. Alfredo Rossetti: 1º febbraio 1959 - 31 gennaio 1960
- Gen. Giuseppe Inaudi: 1º febbraio 1960 - 19 aprile 1961
- Gen. Antonio Taverna: 20 aprile 1961 - 31 agosto 1963
- Gen. Franco Andreis: 1º settembre 1963 - 9 agosto 1965
- Gen. Silvio Barbi: 10 agosto 1965 - 31 luglio 1968
- Gen. Bruno Gallarotti: 1º agosto 1968 - 30 settembre 1969
- Gen. Celestino Revelli: 1º ottobre 1969 - 28/02/1971
- Gen. Elio Righi Riva: 1º marzo 1971 - 28 febbraio 1972
- Gen. Raffaele Gandolfi: 1º marzo 1972 - 9 settembre 1973
- Gen. Nerio Bianchi: 10 settembre 1973 - 19 ottobre 1975
- Gen. Olinto Cappello: 20 ottobre 1975 - 11 settembre 1977
- Gen. Benedetto Rocca: 12 settembre 1977 - 22 febbraio 1979
- Gen. Fulvio Meozzi: 23 febbraio 1979 - 14 settembre 1981
- Gen. Antonietto Alzetta: 15 settembre 1981 - 21 settembre 1982
- Gen. Enrico Borgenni: 22 settembre 1982 - 3 ottobre 1984
- Gen. Gino Salotti: 4 ottobre 1984 - 5 ottobre 1986
- Gen. Ezio Sessich: 6 ottobre 1986 - 1º giugno 1987
- Col. Natalino Vivaldi: 2 giugno - 30 luglio 1987
- Gen. Angelo Baraldo: 31 luglio 1987 - 29 settembre 1989
- Gen. Pasquale de Salvia: 25 settembre 1989 - 4 agosto 1991
- Gen. Maurizio Cicolin: 5 agosto 1991 - 12 settembre 1992
- Gen. Giancarlo Antonelli: 13 settembre 1992 - 1º ottobre 1993
- Gen. Natalino Vivaldi: 2 ottobre 1993 - 11 settembre 1995
- Gen. Paolo Malara: 12 settembre 1995 - 9 ottobre 1997
- Gen. Luigi Rossini: 10 ottobre 1997 - 21 ottobre 1999
- Gen. Roberto Montagna: 22 ottobre 1999 - 6 luglio 2000
- Gen Girolamo Scozzaro: 7 luglio 2000 - 31 dicembre 2002

## Intitolazioni
Alla Tridentina sono state intitolate: una scuola media a Brescia, una via ferrata, un rifugio alpino, e diverse vie, specie nelle province di Bergamo e Brescia.
Tra il 2010 e il 2011 si discute all'interno del consiglio comunale di Bressanone se assegnare alla via che si trova davanti alla ex-caserma "Schenoni" il nome di "Via Brigata Alpina Tridentina". L'ultimo comandante della Tridentina, il generale Girolamo Scozzaro, ha dichiarato che Bressanone sia legata alla Tridentina da cinquantun anni.